# Ékfoltos Picasso-hal
Az ékfoltos Picasso-hal (Rhinecanthus rectangulus) a sugarasúszójú halak (Actinopterygii) osztályának gömbhalalakúak (Tetraodontiformes) rendjébe, ezen belül az íjhalfélék (Balistidae) családjába tartozó faj.
Hawaii nyelven Humuhumu-nukunuku-apua'a vagy Humuhumunukunukuapua’a. Az állat a „Hawaii állam hala” címet is megkapta. Az egyik legismertebb hosszú nevű hal: „a hawaii neve ugyanis hosszabb, mint a hal maga”, magyar nevét a farok előtt elhelyezkedő, jellegzetes ék alakú foltjáról kapta.

## Előfordulása
Az Indiai-óceán nyugati részétől Japán déli részéig fordul elő. Trópusi faj, a lagúnák és a homokpadok lakója, gyakori az erősen áramló vizekben például a korallszirtek hullámtöréseinél. A 10-20 méter közötti vízmélységben fordul elő, de akváriumi körülmények között is tartható.

## Megjelenése
Szép élénksárga, kék és fekete színekkel, tökéletes geometriai formával az ék alakú folttal jellegzetesen feltűnő hal. Méretét tekintve kifejlett példányai elérhetik a 30 centimétert. Nevezetességét adja a nehezen kimondható hawaii neve a Humuhumu-nukunuku-apua'a, mely magyarra fordítva malac orrú halat jelent. Ezt azért kapta, mert amikor kiveszik a vízből jellegzetes röfögésszerű hangot ad ki.

## Életmódja
Viselkedését tekintve nagyon félénk állat, jellemzően magányosan vagy esetleg párt alkotva él. Táplálékként gerincteleneket, puhatestűeket, algákat, gyűrűsférgeket, szivacsokat és kisebb halakat is fogyaszt.

## Akváriumi tartása
A Rhinecanthus rectangulus akváriumban kíváncsi és intelligens viselkedésű hal. Az életterét utánzó kiegészítőket, sziklákat és búvóhelyeket igényel azért, hogy el tudjon rejtőzni. A jól szűrt és tiszta vizet igényli, a hőmérsékletére ügyelni kell, mert a hideget nem tűri. Az ideális kémhatású víz részére a 8,2 és 8,4 közötti pH érték.

## „Hawaii állam hala”
A „Hawaii állam hala” névre 1985-ben jelölték és hivatalosan 2006 óta viselheti ezt a titulust. A hal az őslakosok és a turisták körében is egyre nagyobb tiszteletnek örvend. Egyes törzsek az utazók és a gyerekek védőszentjének is tekintik.

## Galéria

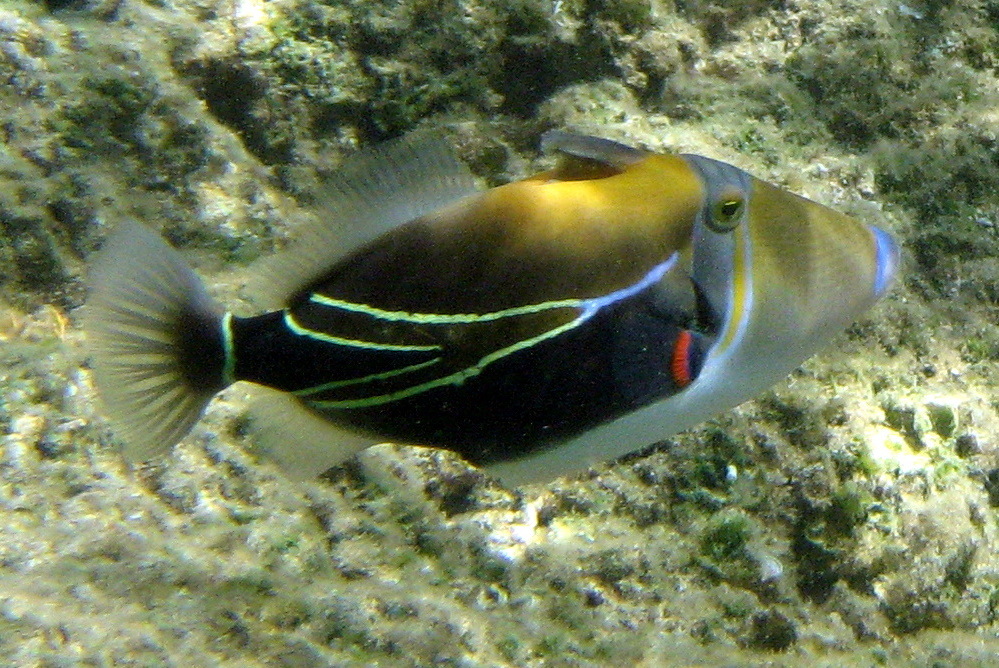
Felnőtt példánya a Haʻena State Parkból
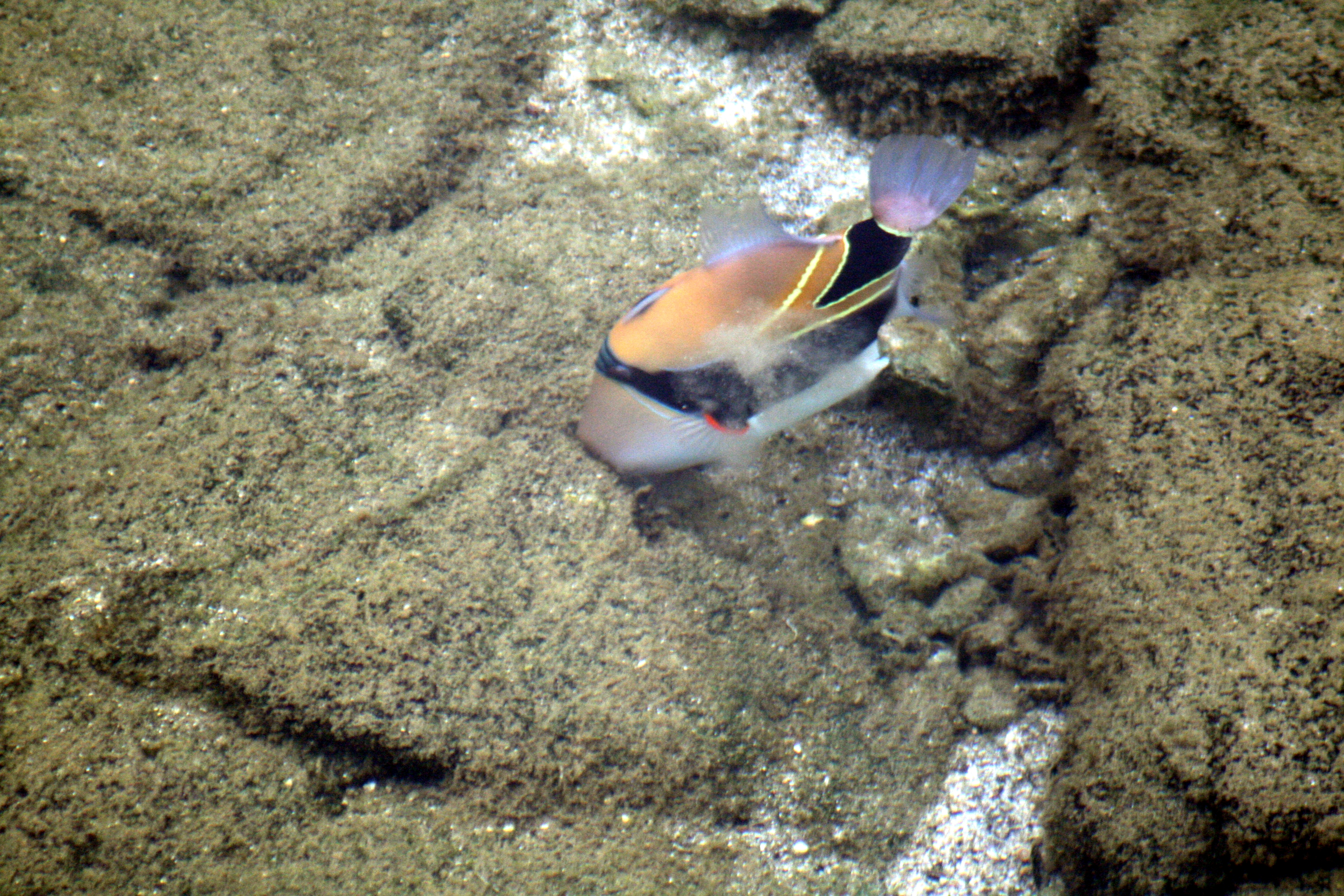
Rhinecanthus rectangulus rejtőző gerincteleneket keres a homokban
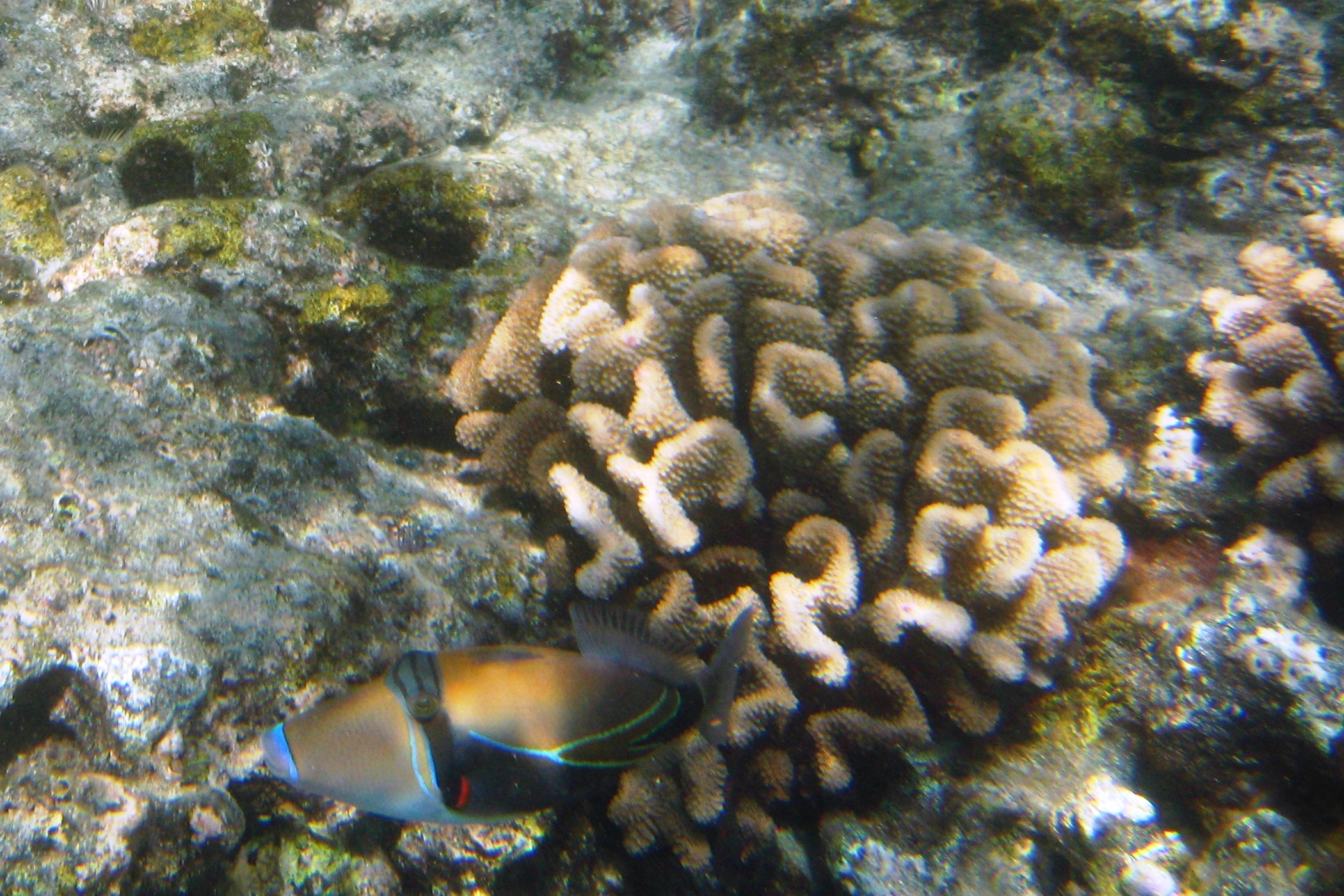
Víz alatti felvételen Hawaiiból (Kealakekua öböl)
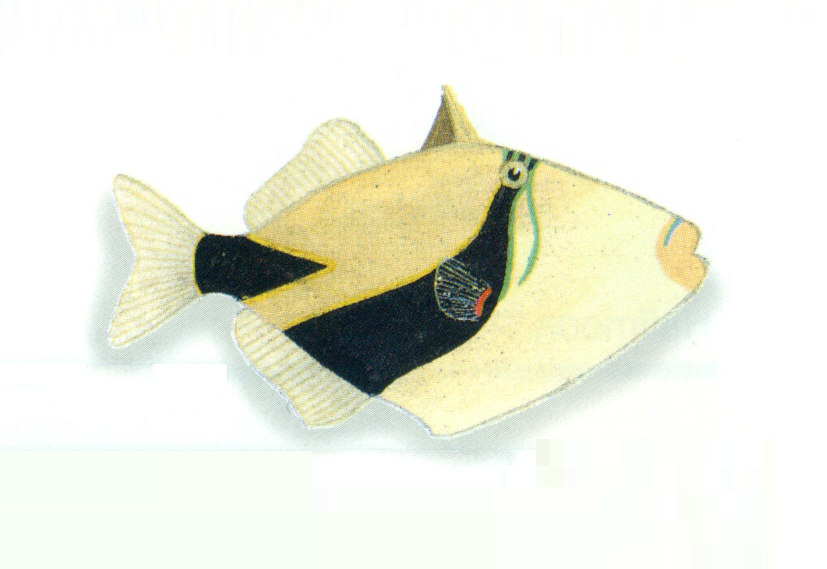

### Az ékfoltos Picasso-halról internetes leírások
- A faj adatlapja a FishBase oldalán. FishBase. (Hozzáférés: 2011. május 29.)
- Humuhumu Rhinecanthus rectangulus (Bloch & Schneider, 1801). BioLib.cz. (Hozzáférés: 2010. június 19.)
- A taxon adatlapja az ITIS adatbázisában. Integrated Taxonomic Information System. (Hozzáférés: 2011. május 29.)
- Rhinecanthus rectangulus (Bloch & Schneider, 1801) - patchy triggerfish. The Taxonomicon. (Hozzáférés: 2011. május 29.)
- Rhinecanthus rectangulus (Bloch and Schneider, 1801). Encyclopedia of Life. [2009. április 10-i dátummal az eredetiből archiválva]. (Hozzáférés: 2011. május 29.)
- Rhinecanthus rectangulus (Bloch and Schneider, 1801). World Register of Marine Species. (Hozzáférés: 2011. május 29.)